# Michael Taylor (baseball, 1985)
Pour les articles homonymes, voir Michael Taylor et Taylor.
Michael Taylor (né le 19 décembre 1985 à Cheverly, Maryland, États-Unis) est un joueur de champ extérieur des Ligues majeures de baseball.

## Carrière

### Ligues mineures
Michael Taylor est repêché au cinquième tour de sélection par les Phillies de Philadelphie en juin 2007 alors qu'il évolue à l'université Stanford en Californie.
Le 16 décembre 2009, Taylor est l'un des nombreux joueurs impliqués dans la transaction à quatre équipes qui voit le lanceur vedette Roy Halladay passer des Phillies aux Blue Jays de Toronto. L'un des joueurs cédés aux Jays pour Halladay, le jeune Taylor, qui évolue alors toujours en ligues mineures, est immédiatement transféré aux Athletics d'Oakland en retour du joueur de premier but Brett Wallace.
La Ligue majeure de baseball classe Michael Taylor au 35e rang de sa liste annuelle des 50 meilleurs joueurs d'avenir en 2010. La même année, la publication Baseball America classe quant à elle Taylor au 29e rang de son top 100 des joueurs d'avenir.
Après une année 2010 difficile au niveau mineur, Taylor poursuit son apprentissage en 2011 au niveau AAA chez les River Cats de Sacramento, un club-école des Athletics dans la Ligue de la côte du Pacifique.

### Athletics d'Oakland
Taylor fait ses débuts dans le baseball majeur pour Oakland le 2 septembre 2011. Il réussit son premier coup sûr au plus haut niveau le 6 septembre face au lanceur des Royals de Kansas City Blake Wood. Il frappe son premier circuit en carrière le 20 septembre suivant aux dépens de Derek Holland des Rangers du Texas.
Taylor joue un total de 26 parties pour Oakland de 2011 à 2013. Il récolte 10 coups sûrs, dont un circuit, et un point produit en 81 passages au bâton. Sa moyenne au bâton s'élève à ,135.

### White Sox de Chicago
Le 14 juin 2014, Oakland échange Taylor aux White Sox de Chicago pour le lanceur droitier des ligues mineures Jake Sanchez.
Il signe un contrat des ligues mineures avec les White Sox le 22 janvier 2015.